# Paulette de Croze
Paule "Paulette" Émilie Georgette de Croze Magnan (gift Matthews), född 14 juni 1899 i Pont-Croix departementet Finistère, död 1 oktober 1990 i Mantes-la-Jolie departementet Yvelines, var en fransk friidrottare med löpgrenar som huvudgren. Croze var en pionjär inom damidrott, hon var världsrekordhållare i löpning 250 meter och deltog i flera franska mästerskap i friidrott och blev medaljör vid de första Internationella spelen i friidrott för damer Damolympiaden 1921 och Damspelen 1922 i Monte Carlo.

## Biografi
Paulette de Croze föddes 1899 i Pont-Croix i regionen Bretagne i västra Frankrike till familjen Austin de Croze och dennes make Florence Sarah Morse. I ungdomstiden blev hon intresserad av friidrott och gick med i idrottsföreningen "Racing Club de France" (Racing CF) i Paris, hon tävlade för klubben under hela sin aktiva tid. Hon tävlade främst i kortdistanslöpning 60–300 meter och stafettlöpning men var även aktiv längdhopp och diskuskastning. de Croze innehade franskt nationsrekord i löpning 200 meter och 250 meter.
1921 deltog hon vid Damolympiaden 1921 i Monte Carlo, där hon vann bronsmedalj i stafettlöpning 4 x 200 meter (i landslaget Equipe nationale FFFSA med Alice Gonnet, Raymonde Canolle, Antonine Mignon och Paulette de Croze som fjärde löpare). Hon tävlade även i löpning 60 m där hon tog brons i 60 m Consolation ("tröstlopp") och 250 m dock utan att nå medaljplats.
Samma år deltog de Croze i sina första franska mästerskap (Championnats de France d'Athlétisme - CFA) då hon tog silvermedalj i löpning 80 meter och bronsmedalj i löpning 300 meter vid tävlingar 19 juni på Stade du Metropolitan i Colombes. Hon slutade på en fjärdeplats i diskuskastning.
1922 deltog de Croze vid Damspelen 1922 åter i Monte Carlo. Under tävlingarna vann hon guldmedalj i stafettlöpning 4 x 75 meter (i laget Fédération Féminine Française Gymnastique et Sports FFFGS med Alice Gonnet, Lucie Prost, de Croze som tredje löpare och Alice Beuns) och silvermedalj i stafett 4 x 175 meter (med Geneviève Laloz, Alice Gonnet, de Croze som tredje löpare och Alice Beuns). Hon tävlade även i löpning 60 m och 250 m men blev utslagen under kvaltävlingarna.
Vid franska mästerskapen 25 juni samma år på Stade du Metropolitan i Colombes vann de Croze guldmedalj i löpning 250 meter. Segertiden med 37,0 sekunder blev nationsrekord och även världsrekordet i grenen. Hon tog även silvermedalj i diskuskastning.
Senare samma år deltog hon vid den första ordinarie Damolympiaden 1922 20 augusti i Paris där hon tävlade i löpning 200 meter. Hennes sluttid i loppet med 28,6 sekunder blev franskt nationsrekord.
Senare drog de Croze sig tillbaka från tävlingslivet. 11 oktober 1928 gifte hon sig i Neuilly-sur-Seine med Stormont George Matthews. de Croze-Matthews dog 1990.